# Spurn Head
Spurn Head (także Spurn Point, Spurn) – mierzeja w północno-wschodniej Anglii (Wielka Brytania), w hrabstwie East Riding of Yorkshire, częściowo odgradzająca estuarium Humber od Morza Północnego; stanowi zwieńczenie półwyspu Holderness. Nazwę Spurn Head (lub Spurn Point) nosi także przylądek na południowym krańcu tejże mierzei.
Mierzy około 5,5 km długości. Szerokość – około 150 m, w najwęższym miejscu – 50 m; mierzeja rozszerza się ku końcowi do nieco ponad 350 m. Najwyższe wzniesienie – 9 m n.p.m. Zbudowana jest z materiału piaszczysto-kamienistego.
Spurn Head położona jest w strefie silnych pływów morskich. Różnica poziomu morza podczas przypływów i odpływów wynosi do 6,4 m. Z pływami wiążą się intensywne zjawiska erozji i akumulacji materiału skalnego. Jest to największa formacja mierzejowa powstała w tego typu warunkach w Wielkiej Brytanii, a jedna z największych na świecie. 
Kształt mierzei ulega stałej ewolucji. Na przestrzeni 6000 lat uległa przesunięciu w kierunku zachodnim w średnim tempie około 0,2 m/rok. W 1992 roku dryf mierzei u nasady szacowano na 0,5 m/rok. Część południowa została ustabilizowana w połowie XIX wieku poprzez budowę ostróg brzegowych oraz innych umocnień, jak i zasiew roślin wydmotwórczych (w szczególności piaskownicy zwyczajnej). Kilkakrotnie w historii odnotowano przerwanie mierzei przez morze – w 1360, 1650, 1849 i 2013 roku. W średniowieczu u nasady mierzei położone było miasto Ravenspurn, pochłonięte przez morze w XV wieku.
Na mierzei znajduje się rezerwat przyrody, otwarty dla zwiedzających, którego zarządcą jest Yorkshire Wildlife Trust. Do lat 50. XX wieku teren należał do Ministerstwa Obrony.
Na Spurn Head znajdują się dwie nieczynne, zabytkowe latarnie morskie – pierwsza z 1852 roku (wycofana z eksploatacji w 1895), druga z 1895 roku, wyłączona w 1985. Wraz z otwarciem tej ostatniej zburzono wcześniejszą latarnię z 1776 roku projektu Johna Smeatona. W latach 1810–2023 mieściła się tu także baza ratownictwa morskiego RNLI.
Nieopodal nasady mierzei położona jest osada Kilnsea, a na przeciwnym brzegu estuarium Humber – miasta Cleethorpes i Grimsby.

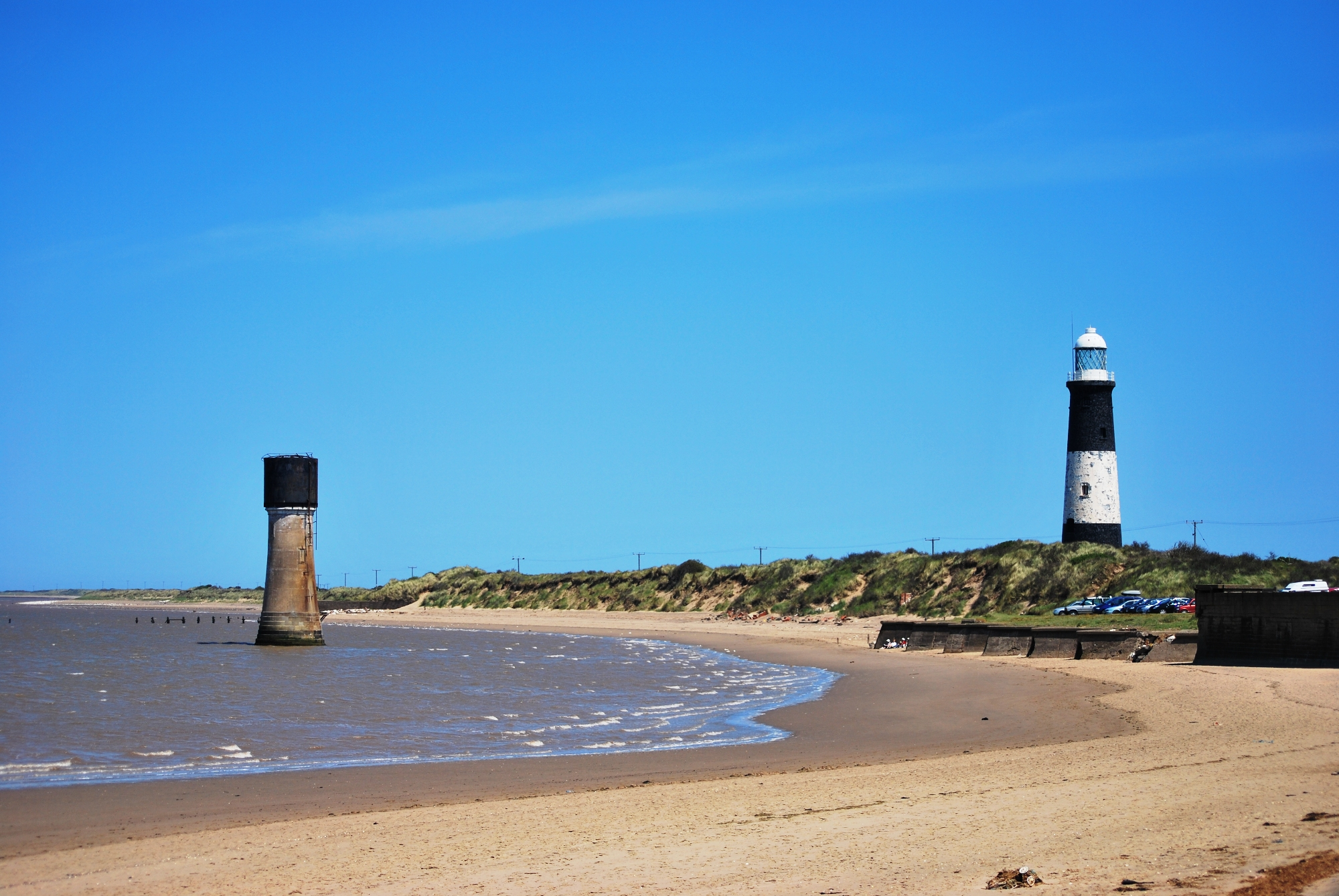
Zabytkowe latarnie morskie
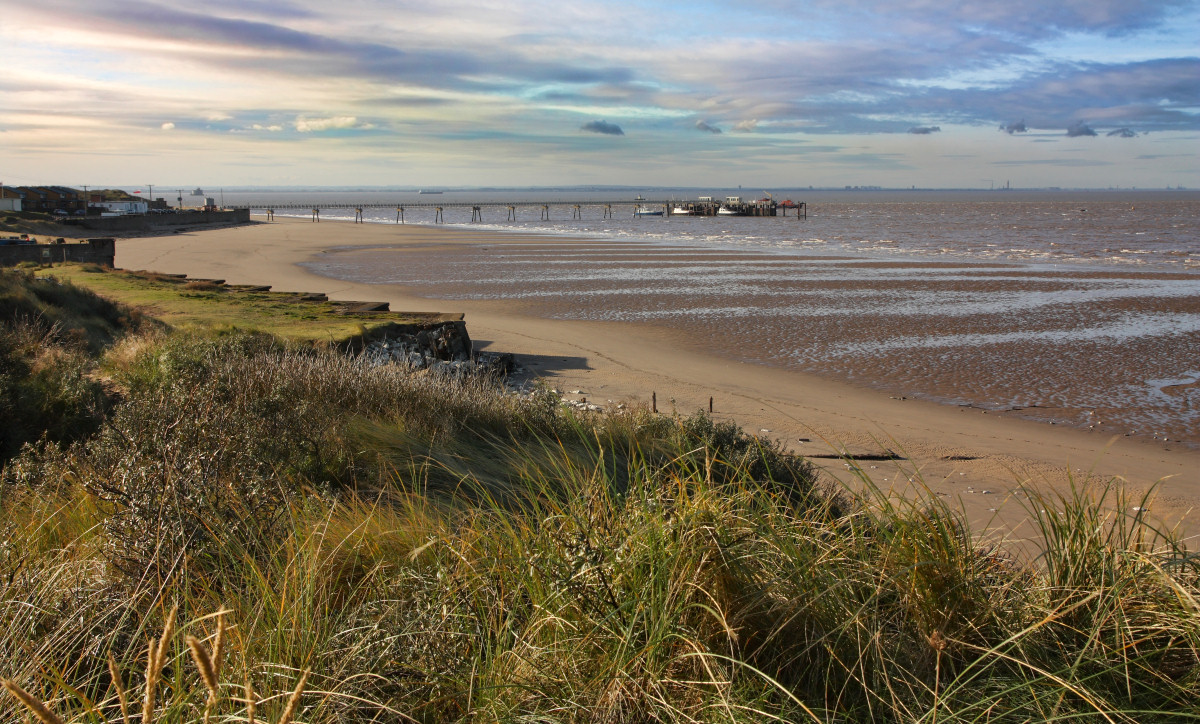
Zachodnie wybrzeże mierzei (od strony estuarium Humber)
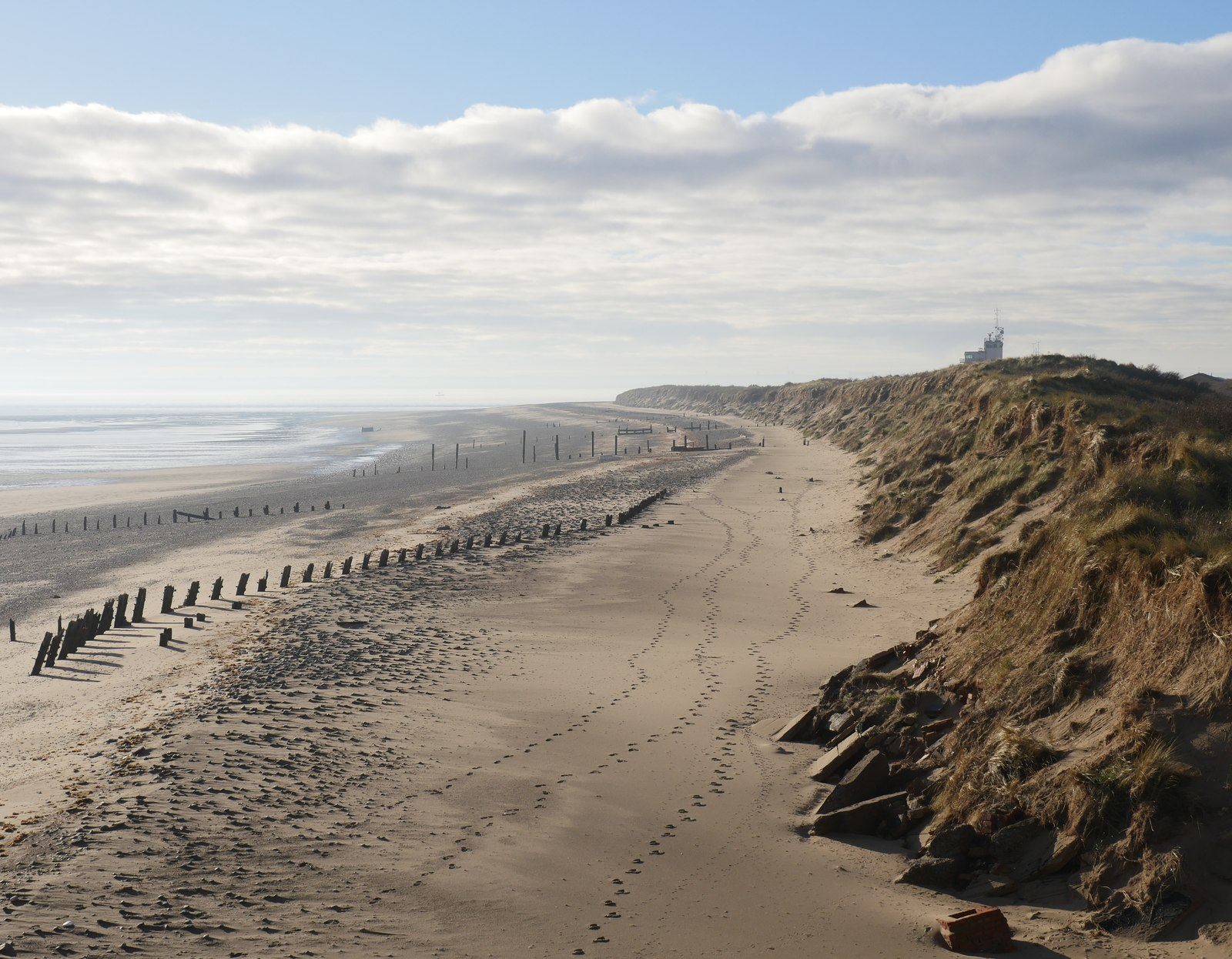
Wschodnie wybrzeże (od strony morza) podczas odpływu